# Lisa A. Riyanto
Lisa A. Riyanto (Yakarta, el 6 de septiembre de 1975) es una  cantante indonesia. Hija del reconocido cantante y compositor A. Riyanto, quien profesaba además la religión católica.

## Trayectoria
Lisa Riyanto había lanzado varios álbumes comenzando con el álbum I " Let People Talk " (1995). Después de eso, lanzó sus siguientes álbumes, a saber, Tears of Love , Let People Talk , How Love , I 'm Still Love y Up to Love . La mayoría de las canciones que canta tienen un aire melancólico. En 2000, Lisa regresó con su nuevo álbum titulado Dream Window. Lisa también lanzó el álbum religioso Ave María (2011).
En 2001, la cantante de la canción "Let People Talk" se casó con un profesor llamado Richardus Eko Indrajit  y tuvo hijos e hijas llamados Satria Amadeus Indraputra, Tiara Audrey Reinaputri y Trisha Agatha Elenaputri.
Actualmente, el trabajo de Lisa Ariyanto en el mundo del canto está dedicado a las canciones espirituales
En el 2001, se hizo conocer con su primer tema musical titulado "Let the People Talk", además está casada con un profesor llamado Richardus Eko Indrajit, con quien tiene tres hijos: Amadeus Indraputra, Tiara Audrey Reinaputri y Trisha Agatha Elenaputri.

## Discografía
- Setiap Waktu
- Air Mata Kekasih
- Biarkan Orang Bicara
- Bagaimana Kasih
- Aku Tetap Sayang
- Terserah Kasih
- Jendela Mimpi
- Mengampuni
- Ave Maria (2011)